# Hanna Rostowa
Hanna Mykołajiwna Rostowa, obecnie Mazur (ukr. Ганна Миколаївна Ростова (Мазур), ur. 17 grudnia 1950 w Bohdaniwce (obwód kirowohradzki)) – ukraińska siatkarka reprezentująca ZSRR, medalistka igrzysk olimpijskich i mistrzostw Europy.

## Życiorys
Rostowa była w składzie reprezentacji Związku Radzieckiego, która dwukrotnie triumfowała na mistrzostwach Europy – w 1971 we Włoszech i w 1975 w Jugosławii. Wystąpiła na igrzyskach olimpijskich 1976 w Montrealu. Zagrała wówczas we wszystkich trzech meczach fazy grupowej, w meczu półfinałowym oraz w przegranym finale z Japonkami. W reprezentacji grała w latach 1971-1976.
Była zawodniczką klubu Buriewiestnik / SKIF / Sokoł z Kijowa, z którym zajęła 3. miejsce mistrzostwach ZSRR w 1981. Ponadto zajęła drugie miejsce w mistrzostwach ZSRR z reprezentacją klubów Buriewiestnik w 1976.
Mieszka w Kijowie.